# Lijst van burgemeesters van Sijbekarspel
Dit is een lijst van burgemeesters van de voormalige Nederlandse gemeente Sijbekarspel in de provincie Noord-Holland. 

Per 1 januari 1979 werd Sijbekarspel samengevoegd met de gemeenten Abbekerk, Midwoud, Opperdoes, Twisk en het dorp Hauwert (tot dan behorend tot de gemeente Nibbixwoud) tot de nieuwe gemeente Noorder-Koggenland.
| Ambtsperiode                         | Naam burgemeester | Leven                              | Partij of stroming | Bijzonderheden |
| ------------------------------------ | ----------------- | ---------------------------------- | ------------------ | --- |
| ??? - ???                            | ???               |                                    |                    | |
| ??? - 18??                           | Klaas Winkel      | 28 oktober 1769 - 1 februari 1836  |                    | Vader van zijn opvolgers Klaas Winkel (1794-1831) en Pieter Winkel. |
| 18?? - 1831                          | Klaas Winkel      | 20 november 1794 - 3 juni 1831     |                    | Zoon van zijn voorganger Klaas Winkel (1769-1836), broer van zijn opvolger Pieter Winkel. Vader van Klaas Winkel (1821-1891). |
| 1831 - 1856                          | Pieter Winkel     | 29 oktober 1801 - 8 mei 1856       |                    | Tevens burgemeester van Nibbixwoud (1852-1856). Bijnaam: "Pieter Almachtig". Zoon van Klaas Winkel (1769-1836), broer van zijn voorganger Klaas Winkel (1794-1831). Zowel zijn broer Jan als zijn zus Grietje waren getrouwd met kinderen van Maarten Zijp Jzn., burgemeester van Twisk. Grootvader van Jongejan Winkel (geb. ±1854), burgemeester van Nibbixwoud (via zijn zoon Klaas Winkel (geb. ±1827) en diens vrouw Geertje Posch). |
| 5 juli 1856 - 1872                   | L.C. van Staveren |                                    |                    | In dezelfde periode tevens burgemeester van Nibbixwoud. |
| 16 september 1872 - 11 november 1891 | Klaas Winkel      | 15 oktober 1821 - 11 november 1891 |                    | Zoon van Klaas Winkel (1794-1831). Getrouwd met Ariaantje Zijp, dochter van Klaas Zijp, burgemeester van Midwoud. Tevens gemeentesecretaris te Sijbekarspel. |
| 1891 - 1904?                         | Mr. C.P. Donker   |                                    |                    | |
| 11 februari 1904 - 16 november 1937  | G. Stapel Gzn.    | ±1865 - 16 november 1937           |                    | Ridder in de orde van Oranje-Nassau. |
| 15 januari 1938 - 7 mei 1945         | J.Th. Kunnen      | 21 jan. 1898 - 1979                |                    | Voorafgaand secretaris-ontvanger van de gemeente Sijbekarspel. In dezelfde periode tevens gemeentesecretaris. |
| 1945 - 1946                          | J. Commandeur     | 1880-1964                          |                    | waarnemend |
| 2 mei 1946 - 30 juli 1969            | Jan Elmers        | 4 juli 1904 - 11 april 1985        |                    | [ 26 ] |
| 1 augustus 1969 - 31 december 1978   | Piet (P.) Smit    | 5 augustus 1921 - 8 maart 1990     | PvdA               | In dezelfde periode tevens burgemeester van Midwoud en gemeentesecretaris van Sijbekarspel. Vanaf 1 januari 1979 burgemeester van Noorder-Koggenland. |